# 王永俊
王永俊（1928年3月5日—2020年1月28日），山东荣成人，中华人民共和国工程师。

## 生平
1944年12月，参加解放军，担任胶东军区东海军分区特务二连战士、四纵队十一旅三十二团一营通讯员。1946年1月加入中国共产党。同年10月，历任东北第四纵队十一师通讯连班长、副排长、排长。1948年8月至1949年8月，进入东北军政大学学习。1949年8月，担任中国人民解放军第41军122师警卫营三连副连长、连长。1955年5月，担任中国人民解放军第14军四十师军械科科长，后改任后勤部部长。1978年10月，担任中国兵器工业集团昆明物理研究所后勤处处长。1986年10月离休。2020年1月28日在昆明逝世，享年93岁。